# Système familial pyrénéen
Le système familial pyrénéen traditionnel, en tant que principe d'organisation sociale, est un des exemples historiquement les plus caractéristiques dans le monde de système à maison, concept des sciences sociales maintenant assimilé à celui de famille souche décrit par Frédéric Le Play sur la base du système pyrénéen. Ce système de droit coutumier, qui a aussi été décrit plus largement (sous des formes plus ou moins atténuées) dans le sud-ouest de la France et du nord de l'Espagne, se différenciait notamment par une succession préciputaire (héritier unique), au contraire des successions égalitaires (division du patrimoine entre tous les héritiers). Dans ce système, selon la définition qu'en donne Claude Lévi-Strauss : « la maison est une personne morale, détentrice d’un domaine, composé à la fois de biens matériels et immatériels et qui se perpétue par la transmission de son nom, de sa fortune et de ses titres en ligne réelle ou fictive ».
Bien connu des historiens et ethnologues travaillant sur la famille, le système familial pyrénéen est considéré comme s'étant constitué progressivement au cours du Moyen-Âge, connaissant ensuite des transformations progressives à partir de l'instauration (pour sa portion française) après la Révolution française du Code civil, qui interdisait la succession unique en imposant le partage égalitaire du patrimoine. Aux XIXe et XXe siècles ce système a continué à se modifier au rythme de l'industrialisation et des bouleversements de la société, mais certains de ses traits se maintiennent encore au XXIe siècle, notamment dans les Pyrénées occidentales.
L'ethnologue Isaure Gratacos s'appuie sur le système familial pyrénéen pour démontrer la présence du droit d’aînesse absolue et la place remarquable des femmes dans la société valléenne.  

## Répartition géographique
Le système à maison a été décrit historiquement sur la majeure partie de la chaîne pyrénéenne, mais il est considéré comme le plus solidement implanté et le plus pur dans la partie occidentale, notamment au Pays basque (réalisant la maison basque ou etxea, en tant qu'entité sociale à part entière), dans le Béarn (maison béarnaise) et dans les Hautes-Pyrénées.

## Origine
Elles sont difficiles à cerner, certains, comme Isaure Gratacos  les font remonter au Néolithique, où dans une société pyrénéenne agricole naissante, non indo-européenne, la maison est l'espace sacré où l'on enterre les morts et où l'on pratique le culte des ancêtres. 
On peut voir aussi l'origine dans les latifundia de l'époque romaine ou encore par la mise en place d'un système original adapté à un milieu géographique montagnard, à la fois économiquement pauvre et livré politiquement à lui-même (éloigné des centres politiques).

## Caractéristiques

### Institution et espace sacré
Le système de la maison était une institution, traditionnelle certes, mais comme le sont la famille, l'école, au sens où l'entend Marcel Gauchet : « […] un ensemble de valeurs et de procédures qui est supposé porter la sédimentation d'un passé généralement valable et à l'intérieur duquel il faut se couler ». 
Un rôle sacré a pu être repéré par exemple dans la maison basque (dont la principale représentation est l'etxe) où jusqu'à la fin du Moyen Âge les morts étaient principalement enterrés dans la maison et où un culte des ancêtres était pratiqué. La situation évolue peu à peu sous l'impulsion de l'église catholique qui ne reconnait pas ce culte : les morts sont progressivement à partir du XVe et XVIe siècles enterrés au cimetière, on relie alors la maison à ces ancêtres au cimetière par un « chemin des morts » symbolique. Dans cette même perspective Emmanuel Le Roy Ladurie soulignait l'analogie existant entre l'attitude des membres d'une domus de Montaillou à l'égard des ongles et des cheveux prélevés sur le cadavre d'un maître de la maison, et conservés dans la maison, et le rapport qui unit les reliques d'un saint avec le sanctuaire qui les contient. La signification essentielle de la pratique était d'assurer la présence continue de l'être défunt et la perpétuité des fonctions protectrices qu'on lui prête envers la collectivité domestique ou religieuse. Louis Assier-Andrieu relate une pratique semblable dans la monographie qu'il a faite d'une maison du Languedoc, ce qui permet d'ailleurs de comprendre ce système comme une composante particulière d'un système plus vaste, le système familial méditerranéen, dont participe  d'ailleurs le système basque notamment dans ses formes agropastorales.
Reste le rôle institutionnel : comme l'écrit Pierre Bourdieu « la maison transcende les individus qui l'incarnent, à commencer par son chef lui-même qui doit savoir sacrifier ses intérêts ou ses sentiments particuliers à la perpétuation de son patrimoine matériel et surtout symbolique ». La maison, symbole de la famille, se place donc au-dessus des individus : 
- chaque maison a un nom qui deviendra le nom de famille, et chaque individu vivant dans cette maison en prendra le nom. Par exemple, l'établissement d'une maison neuve est responsable des noms de famille Etxeberri en basque, Cazenave en gascon, ou Casanova en occitan ;
- la maison est indivisible entre les héritiers et invendable à quiconque : elle est administrée par un chef de maison (l'héritier la plupart du temps) qui n’avait que l’usufruit de celle-ci dans le sens où il lui était en quelque sorte interdit, moralement au moins, de vendre ;
- elle contient la famille élargie (jusqu'à une douzaine de personnes) : des anciens aux jeunes en passant par les neveux, cousins et domestiques.

### Mode de transmission
C'est un système de transmission intégrale des biens à un successeur unique, garçon ou fille, parmi les enfants du chef de maison. De façon traditionnelle, l'aîné, qu'il soit fils ou fille, était le successeur unique de la maison, mais pas toujours : le choix portant sur celui ou celle de la fratrie qui offrait le plus d'atouts (y compris en se mariant) pour la pérennité de la maison. Ce système, ainsi que le choix éventuel, avait évidemment pour but de conserver le patrimoine familial au cours des générations. 
Ce mode de transmission appelé « droit d'aînesse symétrique » ou « droit d'aînesse intégral » peut paraître plus égalitaire en raison de la non-différenciation des sexes en face de l'héritage. Il reste néanmoins un droit d'aînesse à part entière, c'est-à-dire un système inégalitaire dans la fratrie où le rang de naissance prédestinait a priori sur le futur chef de la maison et sur qui hériterait de la maison et des biens associés (matériel, terres, cheptel).

### Rôle social
Cette modalité successorale prend tout son sens quand on comprend tout le réseau d'obligations, évidemment ignorées du code civil égalitaire, dans lequel se trouvait tenu le chef de maison : il avait des droits, certes, mais aussi des devoirs. Outre celui de maintenir la maison, il y avait celui d'y faire une place à tous ceux qui en étaient issus et qui n'avaient pu s'établir ailleurs, voire de les recueillir. Cet accompagnement valait aussi pour les domestiques attachés à la maison, généralement des bergers, qui pouvaient y rester jusqu'à la fin de leur vie. La maison était donc un lieu de solidarité et d'interdépendance indispensables dans le contexte particulier d'une époque où l'individu n'avait d'autre couverture sociale que celle qui lui était apportée par la société familiale dans laquelle il s'incluait. En tant que telle, elle était une nécessité sociale. Dans ce système, les choix et comportements individuels, y compris ceux de l'héritier, se soumettaient à l'intérêt de la maison, c'est-à-dire du groupe.

### Conséquences
Ce système familial de conservation du patrimoine, où il est surtout question de garder la possession des terres agricoles et du cheptel, voire de les faire fructifier, favorise donc une faible natalité (trop de cadets est vu comme un fardeau social), des mariages arrangés selon des impératifs économiques (arrangement entre clans ou mariages à l'intérieur du clan), et l'émigration des cadets afin d'éviter un surcoût social. 
Comme les cadets en général n'héritaient pas, ils devaient donc chercher à :
- se marier avec un aîné héritier : on organisait chaque année des fêtes de villages ou des bals (exemple des bals gascons) dans le but de se faire rencontrer les jeunes gens ;
- se mettre au service d'une maison (natale ou autre) en tant que travailleur pour les hommes (berger, travailleur agricole) et domestique pour les femmes. Dans ce cas, si deux non héritiers se mariaient entre eux, tous les enfants, issus alors d'une branche cadette, n'héritaient pas, même l'aîné ;
- émigrer soit en fondant une nouvelle maison, soit en partant tout simplement à l'étranger. Ainsi, à partir de la Renaissance et jusqu'au XIXe siècle, les principales destinations d'émigrations à l'étranger furent les Amériques où l'on retrouve beaucoup de noms de famille basques, catalanes, gasconnes ou aragonaises en Amérique du Nord, en Argentine, au Chili, etc[8].

## Organisation socio-politique
Cette partie traite de l'organisation socio-politique entre familles au niveau du village, des regroupements de villages, des clans, etc. 
Le droit coutumier traduit une sorte de démocratie locale entre les chefs de famille propriétaires d’une maison : ceux-ci assistaient aux assemblées du village jusqu’à la fin du XIXe siècle, représentaient chacun sa maison dans ces assemblées communales, sortes de conseils municipaux, où se traitaient les décisions concernant la vie de la paroisse rurale (utilisation des forêts communales, droits de pacage, etc.). 
Le suffrage universel scellera le sort de ce droit coutumier, qui ne donnait le droit de vote en fait qu’à quelques-uns, les maîtres de maison. De plus, toutes les maisons n'étaient pas égales dans le vote et une certaine hiérarchie coutumière s'était établie entre :
- les demeures fivatières : leurs propriétaires étaient gestionnaires de parcelles d’un bien noble qu’ils avaient défrichées. Ils étaient redevable d’un « cens », redevance en argent ou nature, et parfois prestation de main d’œuvre. N’étant pas réellement propriétaires, il ne leur était accordé aucune voix aux assemblées délibératives, d’où, d’ailleurs, ils étaient parfois exclus ;
- les maisons franches : leurs maîtres, roturiers, étaient propriétaires du domaine, sans restriction. Ils ne payaient pas la taille mais versaient chaque année un don « volontaire » au roi ;
- les maisons enfançonnes : elles existaient en Basse-Navarre (87 vers 1700) et en Labourd (33 en 1505) et semblent être une qualité revendiquée par les descendants de cadets de la noblesse navarraise mariés avec l’héritière d’une maison franche. À part l’absence de représentation aux États de Navarre, leurs propriétaires jouissaient de tous les avantages et responsabilités de la noblesse. Contrairement au droit coutumier usuel, ces propriétés étaient transmises au premier héritier mâle ;
- les maisons nobles : l’édifice social était couronné par les gentilshommes, propriétaires de maisons nobles.

## Disparition du système?
Ce système perdure jusqu'au XIXe siècle puis commence à disparaitre au début du XXe siècle. Le phénomène s'accélère après la seconde guerre mondiale. On peut trouver plusieurs raisons à cela :
- la Révolution française met fin en droit aux systèmes coutumiers d'ancien régime, dont le droit d'aînesse, en inscrivant comme droit fondamental l'égalité des chances à la naissance (article I de la déclaration des droits de l'homme et du citoyen reprise dans la constitution : « Les hommes naissent et demeurent libres et égaux en droits. Les distinctions sociales ne peuvent être fondées que sur l'utilité commune ») ;
- la révolution industrielle, puis l'exode rural bouleversent profondément le système démographique des campagnes ;
- Marcel Gauchet, analysant le déclin du système scolaire  traditionnel, envisage ce déclin dans le cadre d'une « désinstitutionnalisation générale » ou « détraditionalisation » de nos sociétés. Le déclin de ce système familial est du même ordre ;
- la maison en tant que réseau social, a cédé, pour ne pas dire éclaté, devant la modernité et ses moyens nouveaux qui ont permis l'épanouissement individuel, (être soi-même compte plus que vivre en société) mais aussi ses inconséquences.